# Linia fortificată Focșani-Nămoloasa-Galați
Linia fortificată Focșani-Nămoloasa-Galați a fost o lucrare de fortificații permanente construită între 1883-1885, având ca scop realizarea unei linii defensive puternice în „Poarta Focșanilor”, în cazul unei agresiuni externe. 

## Construcție
În anul 1882 guvernul României a adoptat Planul de amenajare genistică a țării elaborat de Statul Major General, care prevedea delimitarea a 5 regiuni în care urmau să fie executate lucrări complexe de amenajare genistică. Planul prevedea ca lucrările să fie realizate în mai multe etape: mai întâi „Cetatea București”, apoi un „cap de pod” pe Siret în zona Mărășești și un „cap de pod” la Cernavodă, urmate de fronturile și bateriile din zonele Galați și Constanța. Pe baza acestui plan au fost realizate parțial lucrările genistice ale liniei fortificate Focșani-Nămoloasa-Galați.
Linia fortificată Focșani-Nămoloasa-Galați avea 676 de guri de foc și 3 „fronturi întărite” (Focșani, Nămoloasa, Galați), incluzând grupuri de baterii cuirasate dispuse în
adâncime pe 3 linii.:p. 61
Trebuie menționat cele 676 de guri de foc reprezentau aproape jumătate din totalul artileriei românești (la începerea primului război mondial armata României avea 1.452 guri de foc). Linia fortificată era deservită pe timp de pace de un efectiv de peste 7.000 militari.